# Kingsbarns
Kingsbarns è un villaggio situato sulla costa orientale del Fife, Scozia in un'area conosciuta come East Neuk, a circa 15,5 km a sud-est di St Andrews e a circa 5,7 km a nord di Crail.
Kingsbarns è un centro turistico abbastanza noto sia per un campo da golf che per la costa che consente la pratica del surf.